# Mezi námi zvířaty (film)
Mezi námi zvířaty (v anglickém originále Barnyard) je americký animovaný film z roku 2006. Režisérem filmu byl Steve Oedekerk. Hlavní role ve filmu ztvárnili Kevin James, Courteney Cox, Sam Elliott, Danny Glover, Wanda Sykesová, Andie MacDowell, a David Koechner.

## Obsazení
- Kevin James - býk Oťas
- Sam Elliott - býk Ben
- Danny Glover - osel Miles
- Courteney Cox - kráva Diasy
- Jeffrey Garcia - myš Pip
- Cam Clarke - Fretka Freddy
- Rob Paulsen - kohout Peck
- Tino Insana - prase Pig
- Dom Irrera - ovčáčký pes Duke
- Wanda Sykesová - kráva Bessy
- Andie MacDowell - slepice Etta
- S. Scott Bullock - býk Eddy
- John Di Maggio - býk Bud / strážník O'Hanlon
- Maurice LaMarche - býk Igg
- David Koechner - zlý kojot Dag
- Madeline Lovejoy - kuřátko Maddy
- Earthquake - kohout Root
- Steve Oedekerk - pan Beady
- Maria Bamford - paní Beadyová
- Fred Tatasciore - Farmář